# Cheramus marginatus
Cheramus marginatus is een tienpotigensoort uit de familie van de Callianassidae. De wetenschappelijke naam van de soort is voor het eerst geldig gepubliceerd in 1901 door Rathbun.